# Diapetimorpha rufa
Diapetimorpha rufa là một loài tò vò trong họ Ichneumonidae.